# Love Can Build a Bridge
Love Can Build a Bridge ist ein Lied, das von Naomi Judd, Paul Overstreet und John Barlow Jarvis geschrieben und vom US-amerikanischen Country-Duo The Judds aufgenommen wurde. Es erschien im September 1990 auf dem gleichnamigen Album und wurde im Dezember 1990 als die zweite Single des Albums veröffentlicht. Das Lied erreichte 1991 Platz 5 der Billboard Hot Country Songs.

## Inhalt
Love Can Build a Bridge ist eine Country-Ballade über das Zusammenhalten. Für Mitautorin Naomi Judd war es eine Abschiedsbotschaft an ihre Fans, da 1991 bei ihr Hepatitis C diagnostiziert wurde, die tödlich verlaufen kann.

## Coverversionen
Die Coverversion der „Children for Rwanda“ zugunsten der Organisation Save the Children kam 1994 auf Platz 57 der UK Singles Chart. 1995 brachten Cher, Chrissie Hynde und Neneh Cherry zusammen mit Eric Clapton eine Coverversion heraus, die sogar den Spitzenplatz der UK Singles Chart erreichte. Diese Version wurde 1995 zum offiziellen Song der Wohltätigkeitsorganisation Comic Relief gewählt.
Declan Galbraith sang das Lied 2002 auf seinem Debütalbum. Die irische Boygroup Westlife nahm es für ihr achtes Studioalbum The Love Album auf.
Die 10-jährige Britney Spears sang das Lied 1991 in der Castingshow Star Search.
Der Titel des Liedes wurde 1995 auch als Name einer Fernsehserie über das Duo The Judds benutzt: Naomi & Wynonna: Love Can Build a Bridge.